# Церковь Петра и Павла (Поречье-Рыбное)
Церковь Петра и Павла (Петропавловская церковь) — храм в посёлке Поречье-Рыбное Ростовский район Ярославской области.
Вместе с церковью Никиты Мученика и пятиярусной колокольней составляют единый архитектурный ансамбль.

## История
Каменная пятиглавая трехпрестольная церковь с собственной шатровой колокольней. В основе храма — высокий четверик, крестовые своды которого опираются на четыре столба. Была построена на месте деревянной в 1768 году на средства прихожан, служила летним храмом прихода. Имела три престола: Петра и Павла, Николая Чудотворца и Казанской иконы Божией Матери.
В 1823 году храм посетил российский император, о чём свидетельствовала надпись на одной из его стен: «1823 г. августа 24 дня в 8 часов пополудни сей храм св. первоверховных апостол Петра и Павла осчастливлен посещением Его Величества Благочестивейшего Государя Императора Александра I».
Согласно распространённой легенды, другую колокольню этого архитектурного комплекса (возле церкви Никиты Мученика) построил простой крестьянин Алексей Степанович Козлов. Но это является мифом, хотя к возведению колокольни Козловы отношение имели. Его отец — Степан Иванович — был в конце XVIII века церковным старостой. Семья Козловых была богата — имела салотопный и свечной заводы. Алексей Степанович Козлов во время завершения строительства колокольни являлся бурмистром села Поречья-Рыбного. На четвёртом ярусе колокольни располагались куранты, она имела набор из 21 колокола.
Была закрыта в 1938 году, но не разрушена, использовалась как склад. В 2007 году была возвращена верующим; в настоящее время восстанавливается.
- Колокольня и церковь до Октябрьской революции
- Колокольня и церковь в 2014 году